# Mirrors 2
Mirrors 2 is een Amerikaanse direct-naar-dvd horrorfilm uit 2010 onder regie van Víctor García. De productie is een vervolg op Mirrors uit 2008, met andere acteurs.

## Verhaal
Kort nadat Max Matheson (Nick Stahl) tijdens een autorit zijn verloofde Kayla (Jennifer Sipes) ten huwelijk vraagt, worden ze aangereden door een automobilist die van zijn weghelft af is geraakt. Kayla overlijdt hierbij. Max overleeft, maar blijft achter met een groot trauma en schuldgevoel. Kayla had namelijk haar gordel niet meer om, maar was op de achterbank geklommen. Max liet haar daar met een smoesje iets in zijn tas zoeken, zodat ze 'per ongeluk' op de verlovingsring zou stuiten die hij voor haar had gekocht.
Een jaar na het ongeluk stelt Max' vader Jack (William Katt) hem voor om als nachtwaker te komen werken in het weer opgebouwde Mayflower-warenhuis, zodat Max uit zijn zelfverkozen isolatie komt en langzaam zijn leven weer gaat herpakken. De vorige nachtwaker Henry Schow (Evan Jones) zit verminkt thuis na tijdens zijn werk langdurig op gebroken glas te hebben gekauwd. Alleen hijzelf weet dat hij dit eigenlijk niet zelf gedaan heeft, maar zijn uit zichzelf bewegende spiegelbeeld in het warenhuis. Schow liep daarbij dezelfde verwondingen op.
Al tijdens zijn eerste nacht merkt Max iets vreemds aan de spiegels in de Mayflower. Hij wijt dit in eerste instantie aan zijn eigen getraumatiseerde geest. De dode vrouw die hij in de spiegel ziet, herkent hij niettemin later op een aanplakbiljet waarop informatie wordt gevraagd over de vermiste Eleanor Reigns (Stephanie Honoré). Daarom zoekt hij haar zus Elizabeth (Emmanuelle Vaugier) op om haar over zijn ervaringen te vertellen. Terwijl er meer en meer doden gemaakt worden door de spiegelbeelden van Mayflower-medewerkers, blijken de slachtoffers niet willekeurig gekozen. Nachtwaker Schow, bedrijfsleider Keller Landreaux (Lawrence Turner), inkoopster Jenna McCarty (Christy Carlson Romano) en vicepresident ''Ryan Parker (Jon Michael Davis) hebben een gemeenschappelijke factor.

## Rolverdeling
- Nick Stahl - Max Matheson
- Emmanuelle Vaugier - Elizabeth Reigns
- Evan Jones - Henry Schow
- Christy Carlson Romano - Jenna McCarty
- William Katt - Jack Matheson
- Lawrence Turner - Keller Landreaux
- Stephanie Honoré - Eleanor Reigns
- Jon Michael Davis - Ryan Parker
- Wayne Pére - Detective Piccirilli
- Lance E. Nichols - Detective Huston
- Ann Mckenzie - Dr. Beaumont
- Jennifer Sipes - Kayla